# Show da Simony
Show da Simony foi um programa infantil apresentado pela cantora e ex-apresentadora Simony de 3 de abril de 1989 a 21 de abril de 1990 no SBT. Foi o último programa infantil comandado por Simony

## Formato
Depois de comandar no SBT o programa Do Ré Mi Fa Sol Lá Simony, a apresentadora e cantora Simony ganhou mais um programa na casa, o Show da Simony. No ar entre 15 de maio de 1989 a 21 de abril de 1990, a atração trazia um cenário lúdico, com uma floresta encantada feita em luz neon e crianças fantasiadas de duendes e gnomos. Entre os personagens da atração, estavam o Mago Merlin, o Cavo Caverno, Super Feliz e Fada Luciana.

## Audiência
O Show da Simony registrava um ibope médio de 3 pontos, e garantia a vice-liderança no horário contra a Rede Manchete que registrava apenas 1 ponto na audiência no horário, além disso o Show da Simony tinha uma audiência maior que o programa do Bozo que registrava 2 pontos nessa fase, o programa também tinha mais participação do público que os outros demais infantis exibidos no SBT na faixa da manhã, (21%) contra (15%) do Do Ré Mi Fá Sol Lá Si com Mariane e (7%) do Bozo O Show da Simony foi responsável por alavancar o ibope do SBT no horário com médias de até 6 pontos de ibope.